# Кюрди в Украйна
Кюрдите в Украйна формират част от исторически значимото кюрдско население в постсъветското пространство и живеят главно в южните и източните части на страната. Те произлизат от мигранти и бежанци от Кавказ (Армения, Азербайджан и Грузия) и присъстват в Украйна от началото на ХХ век.

## История
Бързият растеж на кюрдското население от 1989 до 2001 г., когато броят на кюрдите в Украйна се увеличава от 238 до 2088 души, се дължи на земетресение в населените от кюрди части на Армения през 1988 г. Разпадането на Съветския съюз също улеснява миграцията на кюрди от бившия СССР към Украйна. Повечето от тези кюрди са от малцинството езиди. Друга вълна бежанци пристига в Украйна след първата война в Нагорно-Карабах през 1993 г. и включва както езиди, така и кюрди-мюсюлмани.

## Език
При съветското преброяване от 1989 г. от 238 етнически кюрди в Украйна, 132 (55,5%) посочват кюрдски като първи език, 77 (32,3%) – руски и 13 (5,5%) – украински. Процентите за кюрдския и украинския се повишават съответно до 56% и 11% през 2001 г.